# 比切 (伊利諾伊州)
比切（英語：Beecher）是位於美國伊利諾伊州威爾縣的一個村落。

## 地理
比切的座標為41°18′20″N 88°37′17″W / 41.30556°N 88.62139°W，而該地最高點為海拔高度224米（即735英尺）。

## 人口
根據2010年美國人口普查的數據，比切的面積為7.56平方千米，當中陸地面積為7.56平方千米，而水域面積為0.00平方千米。當地共有人口4359人，而人口密度為每平方千米576人。